# Форкалкје
Форкалкје (фр. Forcalquier) насеље је и општина у Француској у региону Прованса-Алпи-Азурна обала, у департману Горњопровансалски Алпи која припада префектури Форсалкје.
По подацима из 2011. године у општини је живело 4707 становника, а густина насељености је износила 110,08 становника/km². Општина се простире на површини од 42,76 km². Налази се на средњој надморској висини од 550 метара (максималној 904 m, а минималној 397 m).

## Демографија
| 1860. | 1936. | 1962. | 1968. | 1975. | 1982. | 1990. | 1999. | 2004. | 2011. |
| ----- | ----- | ----- | ----- | ----- | ----- | ----- | ----- | ----- | ----- |
| 2.965 | 2.535 | 2.518 | 2.979 | 3.312 | 3.782 | 3.993 | 4.302 | 4.650 | 4.707 |

График промене броја становника у току последњих година